# 提案依頼書
提案依頼書（英: Request for proposal、RFP）とは、発注側がシステムインテグレーターなどのベンダーや開発者に対して提案書を提出してもらうために依頼する書面である。提案依頼書にはシステムの概要、ハードウェア・ソフトウェアなどの技術的要件、納期などを記載する。それを基にシステムインテグレーターは提案書を発注側に提示する。